# Área de Paisagem Protegida das Sete Cidades
A Área de Paisagem Protegida das Sete Cidades localiza-se na freguesia das Sete Cidades, concelho de Ponta Delgada, ilha de São Miguel, arquipélago dos Açores e foi criada pelo Decreto Regional n.º 2/80/A, de 7 de Fevereiro e encontra-se desde 2008 incluída no Parque Natural de São Miguel.
Encontra-se no Maciço das Sete Cidades e é composta por toda a cratera vulcânica, e as lagoas nela existentes, a Lagoa das Sete Cidades, a lagoa de Santiago e a lagoa Rasa, a Caldeira do Alferes, a Caldeira Seca, além de varias outras pequenas lagoas situadas junto à estrada nacional e à Mata do Canário, que ficam já fora da cratera principal, tais como a Lagoa do Canário, Lagoa de Pau Pique, Lagoa do Junco entre várias outras.
Neste Local existe toda uma variada, abundante e muito rica flora endémica da Macaronésia. Nesta zona de paisagem protegida encontram-se também grandes povoamentos de floresta plantada onde se destaca a Criptoméria. A zona de paisagem protegida abrange além flora endémica toda uma zona de lagoas com destaque predominante para a Lagoa das Sete Cidades, pela sua dimensão.
Abrange também parques de merendas e alguns dos mais extraordinários miradouros da ilha de São Miguel como é o caso do Miradouro da Boca do Inferno. Foi eleita uma das 7 Maravilhas de Portugal.